# جنگ داخلی سیرالئون

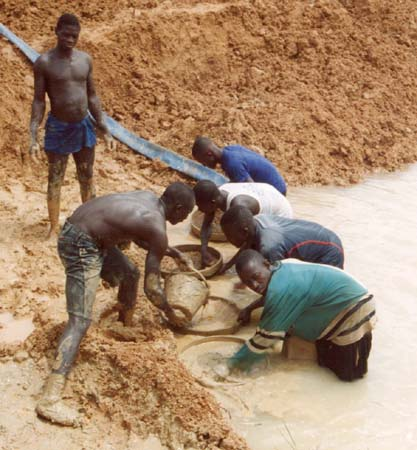
«الماس‌های خونین» در جنگ داخلی سیرالئون توسط گروه‌های شورشی و جنگ‌سالاران برای خرید سلاح به منظور ادامه جنگ، به بهای جان صدها هزار نفر تمام شد.

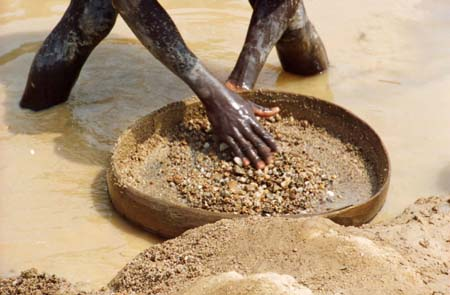

جنگ داخلی سیرالئون، بین سال‌های ۱۹۹۱ تا ۲۰۰۲ میلادی در کشور سیرالئون درجریان بود.

## تاریخچه
جنگ داخلی سیرالئون، بین سال‌های ۱۹۹۱ تا ۲۰۰۲ میلادی، حدود ۲ ملیون نفر کشته بر جای گذاشت. کشته‌شدگان این جنگ‌ها، تنها نظامیان نبودند. ده‌ها هزار نفر از مردم عادی، نیز مورد تجاوز، قطع عضو، بردگی و ربوده‌شدن فرزندانشان برای شرکت در جنگ داخلی واقع شدند.

## جبهه متحد انقلابی

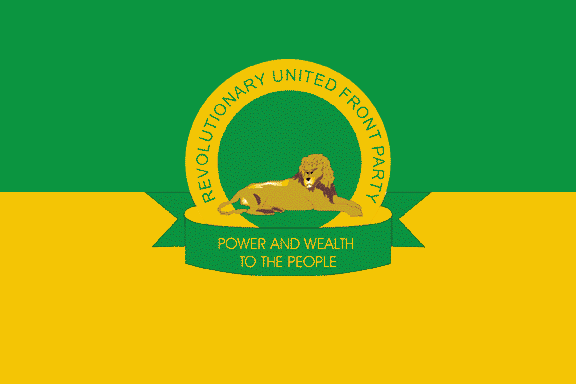
پرچم و آرم رسمی جبهه متحد انقلابی سیرالئون

جبهه متحد انقلابی، یکی از رادیکال‌ترین گروه‌های نظامی درگیر در جنگ داخلی سیرالئون بود. این گروه مورد حمایت چارلز تیلور، رئیس‌جمهور وقت لیبریا قرار داشت. چارلز تیلور، از طریق فروش «الماس‌های خونین» به دست آمده از اردوگاه‌های کار اجباری، خرید اسلحه و تأمین نیاز تسلیحاتی جبهه متحد انقلابی سیرالئون را برعهده داشت. نیروهای این جبهه هزاران نفر را دچار نقض عضو کردند. مشخصه و امضای جبهه متحد انقلابی سیرالئون، «قطع دست و پای غیرنظامیان بود».